# Ranunculus vagans
Ranunculus vagans är en ranunkelväxtart som beskrevs av S. Wats.. Ranunculus vagans ingår i släktet ranunkler, och familjen ranunkelväxter. Inga underarter finns listade i Catalogue of Life.